# Преображенська сільська рада (Криничанський район)
| Преображенська сільська рада — орган місцевого самоврядування у Криничанському районі Дніпропетровської області з адміністративним центром у c. Преображенка. Сільській раді підпорядковані населені пункти: - c. Преображенка - с. Вітрівка - с. Черкаське - с. Лозуватка - с. Михайлівка - с. Лозуватське - с. Червона Балка - с. Червоне |

## Склад ради
Рада складається з 16 депутатів та голови.

## Керівний склад сільської ради
| ПІБ                       | Основні відомості                                                                         | Дата обрання | Дата звільнення |
| ------------------------- | ----------------------------------------------------------------------------------------- | ------------ | --------------- |
| Стільвага Віктор Іванович | Сільський голова, 1950 року народження, освіта, член Всеукраїнського об'єднання "Громада" | 26.03.2006   | 31.10.2010      |
| Шова Василь Іванович      | Сільський голова, 1966 року народження, освіта вища, член Партії регіонів                 | 31.10.2010   |                 |

Примітка: таблиця складена за даними джерела

## Розташування
Преображенська сільська рада розташована в південній частині Криничанського району Дніпропетровської області, за 25 км від районного центру.

## Соціальна сфера
На території сільської ради знаходяться такі об'єкти соціальної сфери:
- Преображенська середня загальноосвітня школа;
- Вітрівська неповна середня загальноосвітня школа;
- Преображенський дошкільний навчальний заклад «Малятко»;
- Преображенський фельдшерсько-акушерський пункт;
- Вітрівський фельдшерсько-акушерський пункт;
- Преображенський сільський клуб;
- Преображенська сільська бібліотека;
- Вітрівський сільський будинок культури;
- Вітрівська сільська бібліотека.